# Rio Grande Plate
De Rio Grande Plate (Spaans: Plato Rio Grande) is een competitie tussen Tigres en FC Dallas. De beide teams spelen twee wedstrijden om het kampioenschap.
De Rio Grande Plate is opgericht vanwege het meerjarige samenwerkingsverband dat de twee club met elkaar sloten.